# Ambaixada de Cuba als Estats Units
L'antiga Secció d'Interessos de la República de Cuba a Washington, actualment Ambaixada de Cuba a Washington, DC, és la missió diplomàtica de la República de Cuba en els Estats Units. Està situada en el número 2630 del carrer 16th Northwest, al barri d'Adams Morgan de Washington, DC. L'edifici va ser construït originalment en 1917 com a ambaixada de Cuba, i va tenir aquest ús fins que els Estats Units van trencar les seves relacions diplomàtiques amb Cuba en 1961. Va tornar a funcionar com a ambaixada des del 20 de juliol de 2015, en el context del desglaç cubà.
L'actual representant de Cuba als Estats Units és José Ramón Cabañas Rodríguez, cap de la Secció d'Interessos des de 2012 i Chargé d'affaires ad interim des del 20 de juliol de 2015.
L'edifici de l'ambaixada consisteix en una casa de tres pisos i estil neoclàssic, situada entre les ambaixades de Lituània i Polònia, en un barri on es trobaven les residències dels ambaixadors a la capital nord-americana. També compta amb el Bar Hemingway, inaugurat en 2011 i dedicat a l'escriptor nord-americà Ernest Hemingway.

## Història
Des de 1977, després d'un acord entre Fidel Castro i Jimmy Carter, fins a juliol de 2015, l'edifici va funcionar com la Secció d'Interessos de la República de Cuba a Washington, DC, representant als interessos cubans als Estats Units. La Secció d'Interessos Cubans i la seva contrapart la Secció d'Interessos dels EUA a l'Havana, van funcionar com a seccions de les respectives ambaixades de Suïssa, però operant independent en tot menys protocol. Tots dos països no van tenir relacions diplomàtiques formals fins a 2015, actuant aquestes seccions com a «ambaixades de facto». Entre 1991 i 2015 Suïssa va ser el poder protector de Cuba als Estats Units.
En 2003, el govern estatunidenc va ordenar l'expulsió de 14 funcionaris assignats a la Secció d'Interessos de Cuba a Washington i a la representació cubana davant l'Organització de les Nacions Unides en Nova York.
El 19 de maig de 1979, el grup terrorista Omega 7 va detonar una bomba a l'edifici, que va fer més dany a l'edifici veí, l'ambaixada de Lituània. L'any anterior, 1978, l'edifici ja havia estat blanc d'un atac del grup Coordinación de Organizaciones Revolucionarias Unidas (CORU).
El 17 de desembre de 2014, després d'un diàleg entre els representants d'ambdues nacions, Barack Obama dels Estats Units i Raúl Castro de Cuba, van anunciar que començaran converses per restablir les relacions diplomàtiques entre tots dos països. La declaració contenia 13 punts sobre l'establiment de relacions diplomàtiques, temes econòmics, viatges, comunicacions, frontera marítima i drets humans.
L'1 de juliol de 2015, el president nord-americà Barack Obama, va anunciar, després de 54 anys, el restabliment formal de les relacions diplomàtiques entre Estats Units i Cuba. L'edifici va reprendre el seu paper com l'Ambaixada de Cuba a Washington, DC, el 20 de juliol de 2015, quan tres efectius de la Guàrdia d'Honor Presidencial, vestits amb vestit de cerimònia, van hissar la bandera de Cuba i es va desvetllar una placa en el reixat de l'edifici. L'acte d'inauguració, on van assistir 500 persones, va ser encapçalat pel canceller cubà Bruno Rodríguez i també va incloure la interpretació de l'himne cubà. La secretària d'Estat adjunta per Llatinoamèrica, Roberta Jacobson, va ser la representant oficial del govern nord-americà en la cerimònia.

## Caps de la Secció Cubana d'Interessos
- 1977-1989 - Ramón Sánchez-Parodi Montoto
- 1989-1992 - José Antonio Arbesú Fraga
- 1992-1998 - Alfonso Fraga
- 1998-2001 - Fernando Ramírez de Estenoz-Barciela
- 2001-2007 - Dagoberto Rodríguez Barrera
- 2007-2012 - Jorge Bolaños Suárez
- 2012-2015 - José Ramón Cabañas Rodríguez